# Parque zoológico

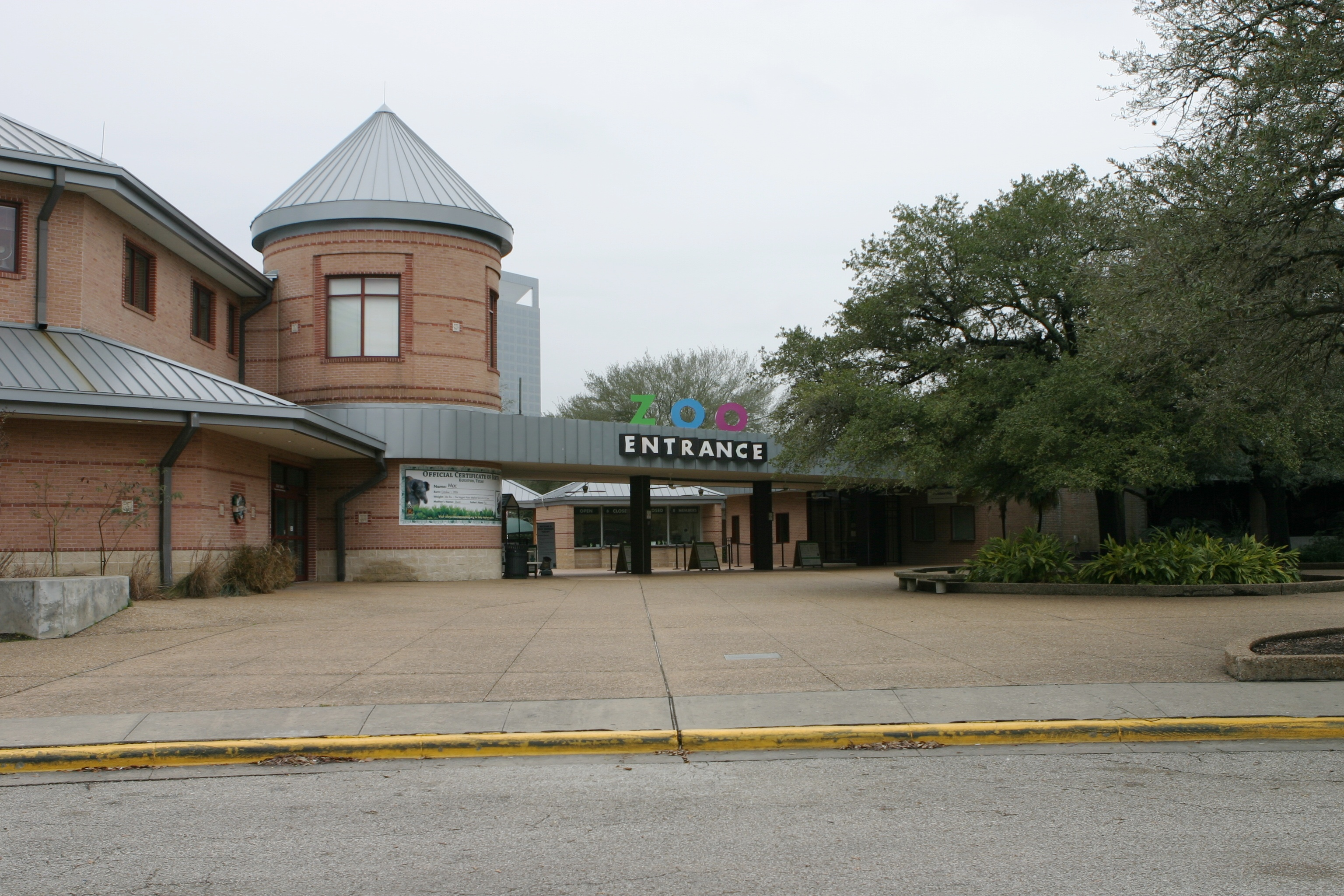
Zoológico de Houston, Estados Unidos.

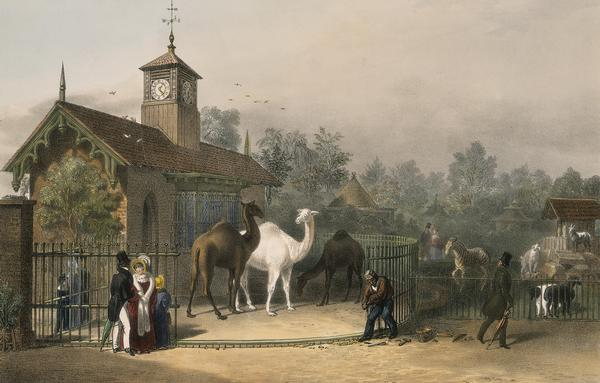
Zoológico de Regent's Park, Londres, 1835.

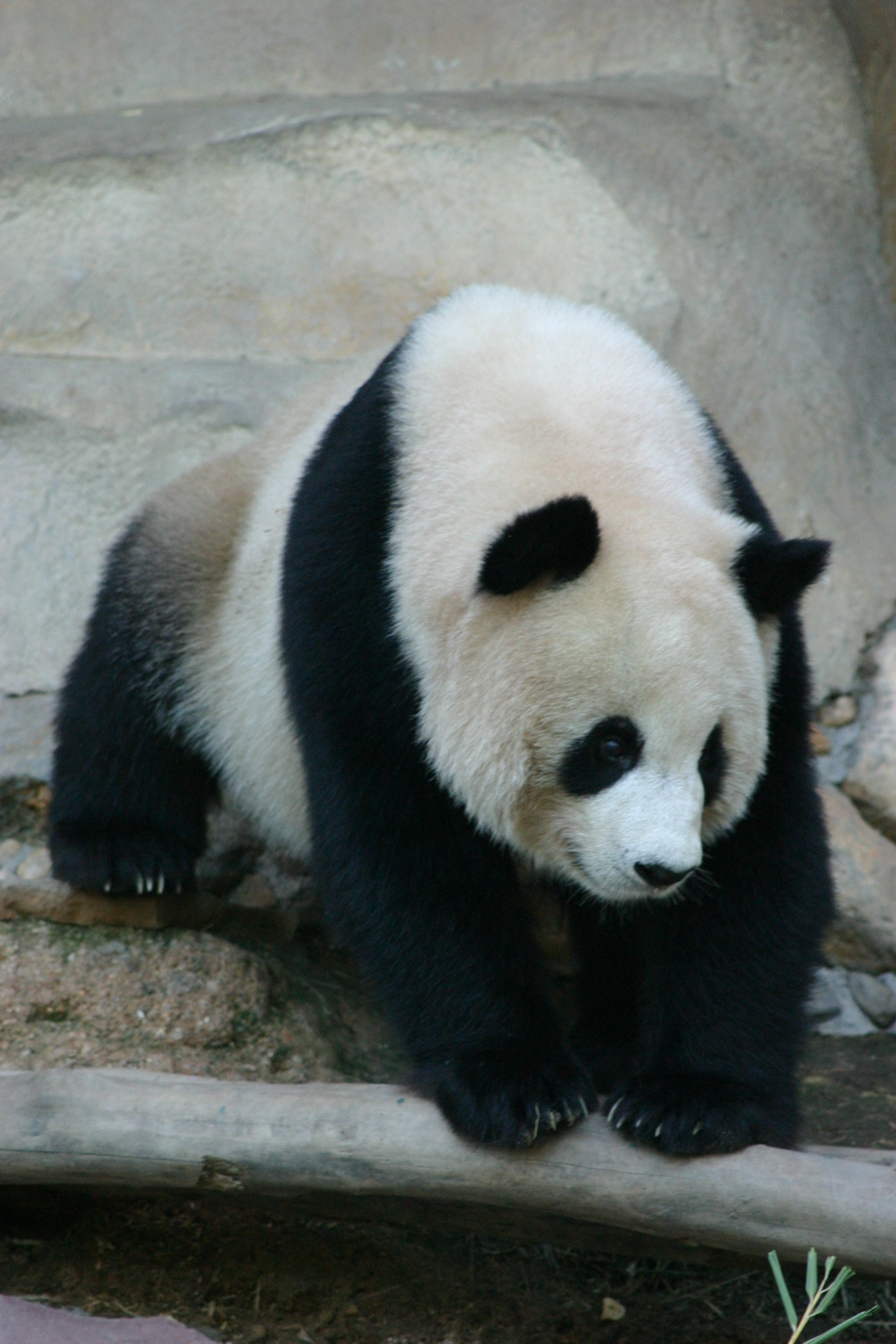
Oso panda en el zoológico de Chiang Mai (Tailandia).

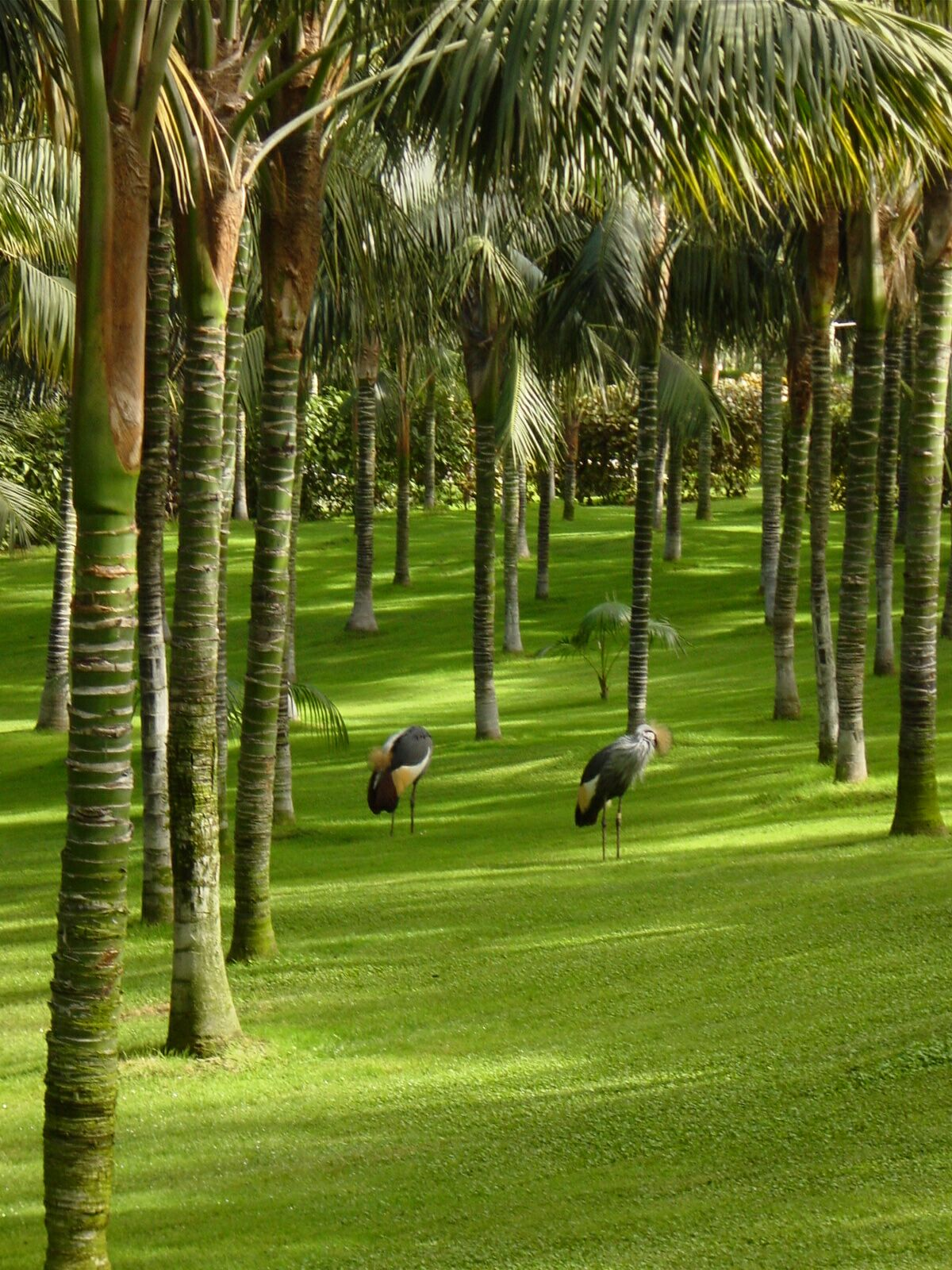
Grullas coronadas en el Loro Parque (Puerto de la Cruz, Tenerife).

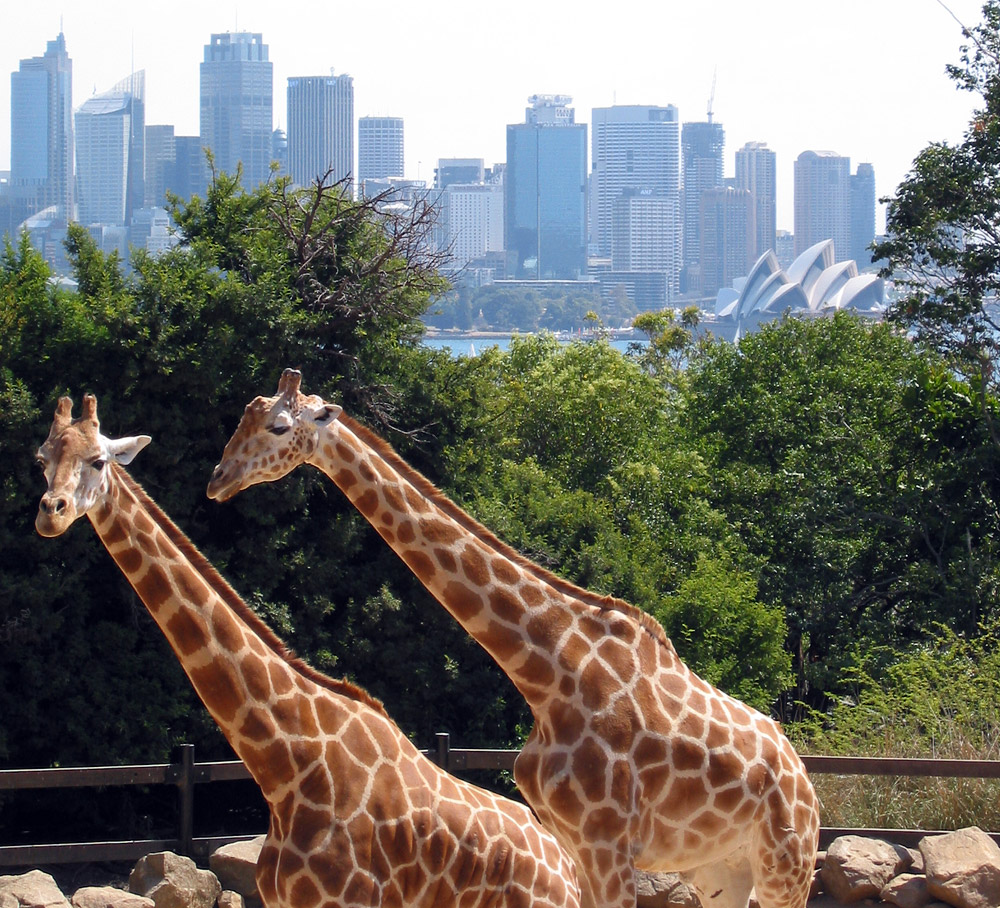
Jirafas en el zoo de Taronga (Sídney, Australia).

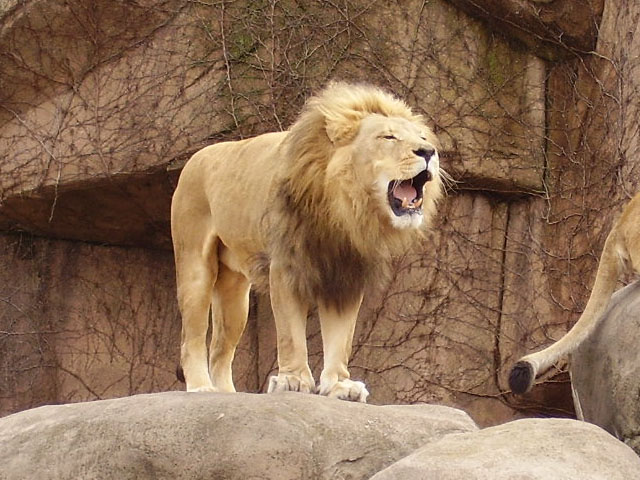
León en el zoo de Lincoln Park, Chicago.

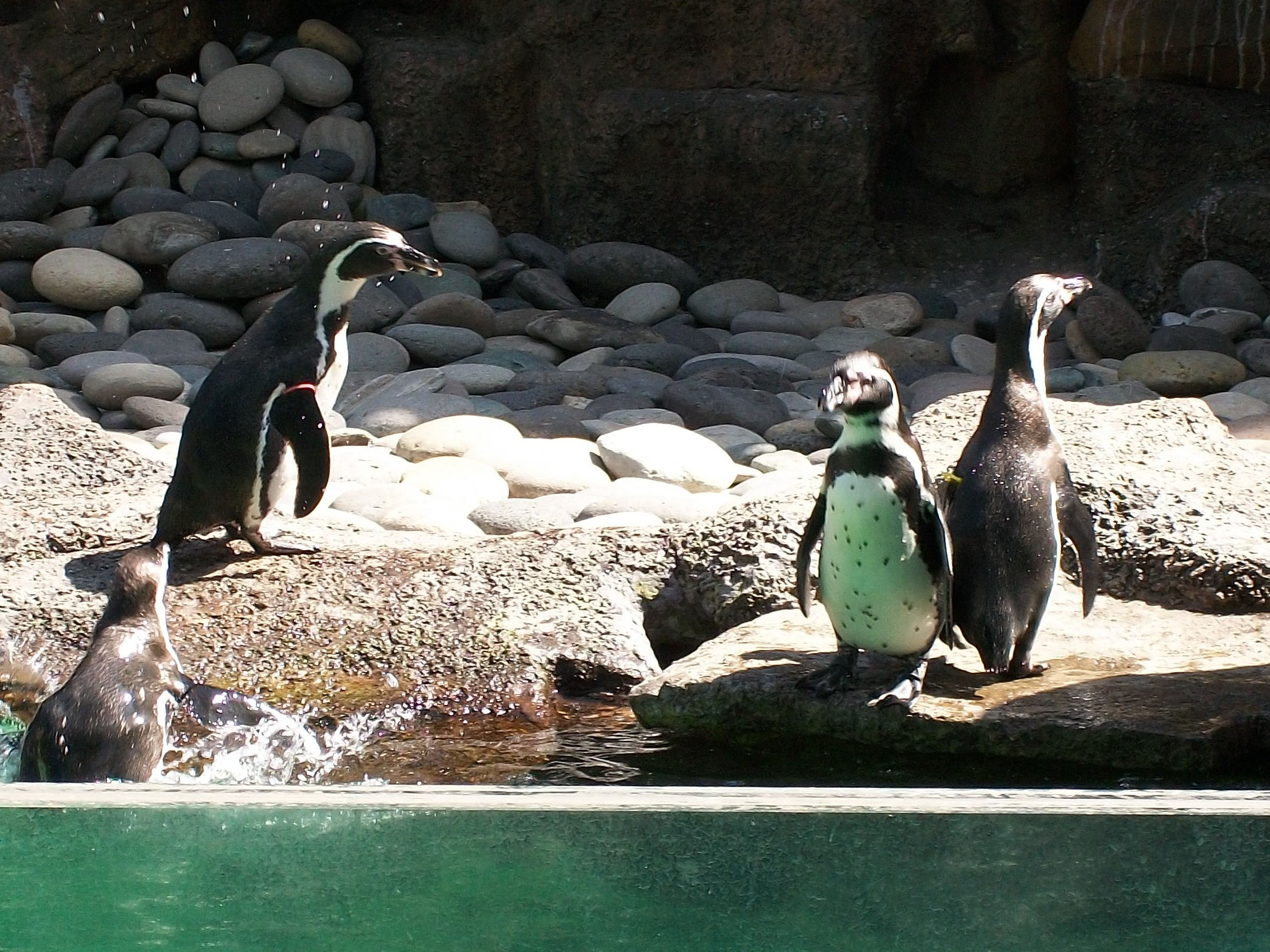
Pingüinos en el Zoológico La Aurora, Ciudad de Guatemala, Guatemala.

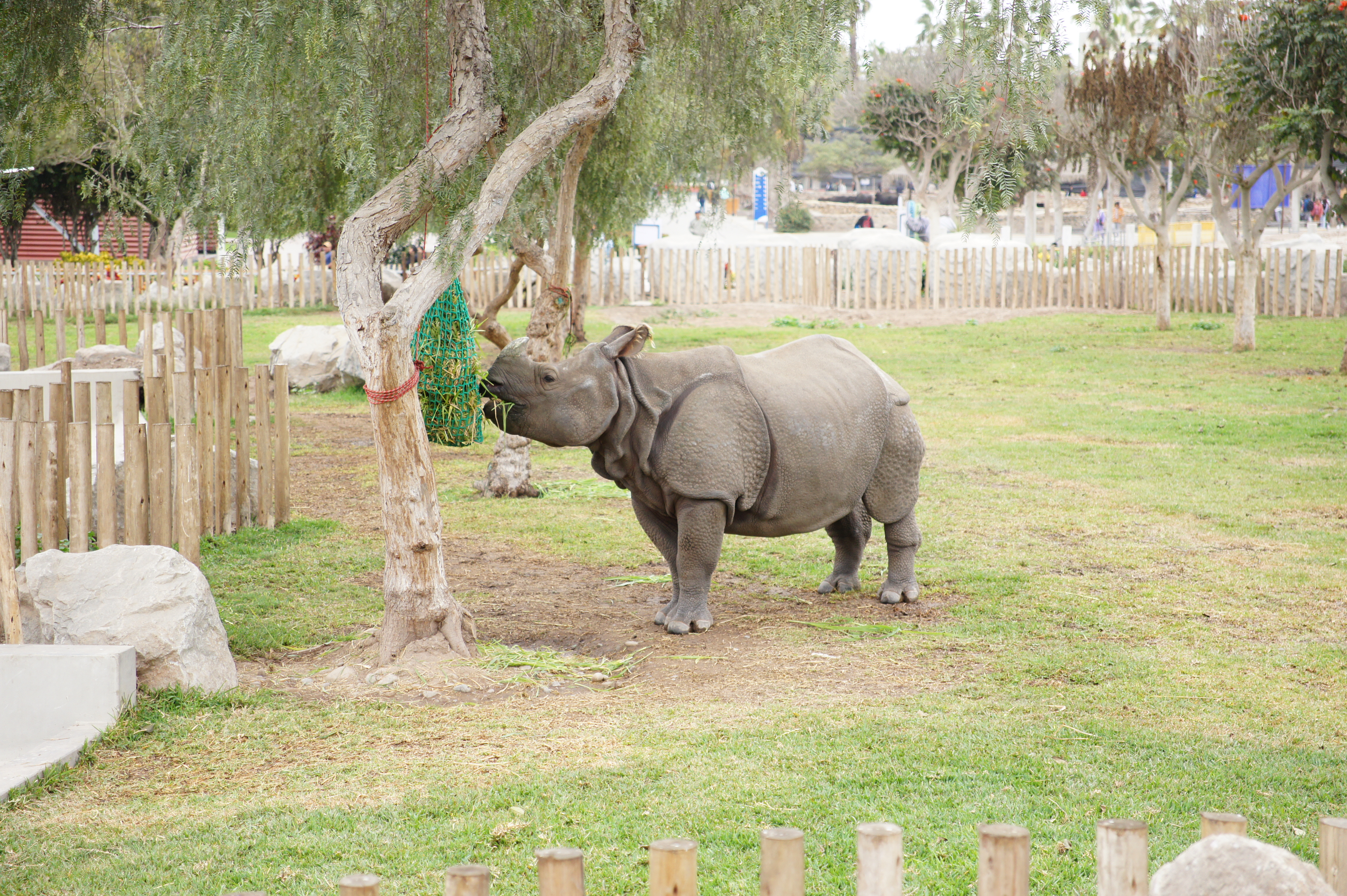
Rinoceronte Indio en el Parque de las Leyendas, Lima, Perú.

Un parque zoológico, jardín zoológico —abreviados comúnmente a zoológico o, simplemente, zoo— o casa de fieras es una instalación en la que se exhiben animales no humanos dentro de recintos expuestos al público y en las que también pueden desarrollarse labores de divulgación, crianza e investigación.
El vocablo «zoológico» denota aquello relativo o perteneciente a la «zoología», esto es, el estudio de los animales, un vocablo que se deriva del griego zωο (zoo: «animal») y λóγος (lógos: «estudio»). Actualmente el número de colecciones de animales abiertas al público en todo el mundo supera los 1000, alrededor del 80 % de ellos en las ciudades.

## Etimología
En su inauguración en 1828, el zoológico de Londres se catalogó a sí mismo como una «casa de fieras» o «jardín zoológico». La abreviatura «zoo» comenzó a usarse por primera vez en una impresión hecha en Reino Unido aproximadamente en 1847, para referirse al Zoo de Clifton. Sin embargo, no fue sino dos décadas después que se popularizó, a causa del impacto cultural de la canción «Walking in the Zoo on Sunday» interpretada por el artista music hall Alfred Vance. En Estados Unidos, la locución «parque zoológico» fue usado para instalaciones más amplias ubicadas en Washington D. C. y en Nueva York, abiertas en los años 1890.

## Historia
Colecciones de animales y parques zoológicos aparecen ya en las civilizaciones china y egipcia antiguas,[cita requerida] a la vez que a lo largo de la historia todas las civilizaciones que se han ido desarrollando han dejado de una u otra manera pruebas de la relación hombre-animal.
Los primeros zoológicos fueron en realidad colecciones privadas de animales exóticos vivos, colecciones en su mayoría pertenecientes a reyes. En ese sentido el primer zoo del que se tiene noticia fehaciente fue el zoológico de Moctezuma que tuvo el emperador azteca en su capital Tenochtitlán, y que fue descrito por Hernán Cortés en 1520 y destruido poco después[cita requerida]. Más de un siglo más tarde, en 1664, se inauguró el primer zoo europeo: la ménagerie royale de Versailles («casa de fieras real de Versailles»), concebida por Luis Le Vau para Luis XIV. El primer zoológico moderno fue el Zoológico de Viena, inaugurado en 1765.[cita requerida] Tres décadas después, en 1793, la revolución francesa disolvía la casa de fieras de Versailles y reinstalaba los animales en una nueva instalación, abriendo de este modo al público el que hoy en día está considerado como el segundo zoológico más antiguo del mundo, la ménagerie («casa de fieras») del Jardín de Plantas, en París, regida desde entonces por el Museo Nacional de Historia Natural de Francia. Con el tiempo, en 1934, este museo nacional francés abrió un zoo más grande, en el límite municipal de París, el zoológico de París, que desde entonces se convirtió en el parque zoológico oficial de la ciudad, aunque la antigua casa de fieras del Jardín de Plantas nunca fue cerrada y sigue abierta todavía hoy en día, completándose de este modo mutuamente con el zoo oficial.
El zoológico de Central Park fue inaugurado en Nueva York en 1864. Es el más antiguo de Estados Unidos y cuenta con una de las mayores colecciones del mundo. Ciudades como San Luis (Misuri), Bombay, Tokio, Madrid, Roma, Berlín, San Diego, Chicago, Filadelfia o Múnich albergan colecciones de gran importancia. En Latinoamérica algunos de los más importantes son el Buin Zoo y Zoológico Nacional en Chile, el Parque de las Leyendas en Perú, el zoológico de Chapultepec, el Zoológico Miguel Álvarez del Toro y el Zoológico Guadalajara en México, el Zoológico Matecaña y el zoológico de Cali en Colombia, el zoológico de Buenos Aires en Argentina, el Zoológico El Pantanal en Ecuador y el Zoológico La Aurora en Guatemala.
Con el tiempo, la misión de los zoológicos ha pasado de ser la mera exposición de animales exóticos al estudio científico de los animales (el zoológico de Londres fue el primer zoológico científico del mundo) y, más tarde, la cría en cautividad y en particular la protección de especies en peligro de extinción o incluso ya extinguidas en estado salvaje, como el cóndor de California, el ganso de Hawái, el ibis eremita y el oso panda.

## Instalaciones
En un parque zoológico, los animales habitan en recintos diseñados de tal forma que se asemejen a sus hábitats naturales o que permitan el desarrollo de patrones de comportamiento estables, para garantizar su bienestar. En el caso de las especies nocturnas —aquellas que son más activas durante la noche—, se construyen edificios especiales que proveen de luces tenues blancas o rojizas durante el día para que los animales estén activos y puedan ser observados por los visitantes, y de luces más brillantes e intensas por la noche para que duerman. Respecto a los animales que viven en ambientes extremos, como por ejemplo los pingüinos, es necesario su alojamiento en estructuras con condiciones climáticas específicas. Hay un tipo de recinto para cada especie, desde los insectos y aves hasta los reptiles, mamíferos y criaturas acuáticas. Algunas instalaciones se adecuan inclusive para que los visitantes puedan entrar y tocar a animales que no son violentos; bajo la condición de que se mantengan durante el recorrido en un camino previamente identificado, y que no alimenten o muestren siquiera alimentos a los animales.
La mayoría de los zoológicos modernos mantiene a los animales encerrados en reproducciones reducidas de sus hábitats naturales. Estos microambientes deben ser lo suficientemente grandes como para permitir el ejercicio y privacidad del animal. Algunos diseños modernos tienen en consideración tanto la comodidad del animal como la facilidad de los visitantes para observarlos, evitando que los animales se enteren de ello. Para esto son utilizados algunos trucos como vidrios polarizados detrás de un refugio del sol.

## Legislación
El Convenio sobre la Diversidad Biológica es el primer instrumento jurídico internacional que recoge como mecanismos de protección de los recursos biológicos y genéticos los términos conservación in situ (conservación de los ecosistemas y los hábitats naturales y el mantenimiento y la recuperación de poblaciones viables de especies en sus entornos naturales) y ex situ (medidas financieras, científicas y técnicas orientadas a la conservación y la investigación de plantas, animales y microorganismos fuera de su hábitat natural). Los parques zoológicos son un claro ejemplo de instalaciones destinadas a la conservación ex situ, pueden y deben ser sujetos activos de gran valor en la conservación.

### Europa
La Directiva 1999/22/CE, de 29 de marzo relativa al mantenimiento de animales salvajes en parques zoológicos, exige el establecimiento de un régimen de autorización y de inspección de los parques zoológicos, que garantice el cumplimiento de condiciones básicas de sanidad, bienestar y seguridad, para mantener la buena salud física y psíquica de los animales salvajes los habitan. Pretende así favorecer la correcta aplicación de la legislación comunitaria en materia de conservación de la fauna silvestre, así como asegurar el papel en la educación pública, la investigación científica y la conservación de las especies por parte de los zoos.
El Reglamento (CE) n.º 338/97 del Consejo, de 9 de diciembre de 1996, relativo a la protección de especies de la fauna y flora silvestres mediante el control de su comercio, obliga a los Estados miembros a disponer de instalaciones adecuadas para el albergue y cuidado para los casos de importación de especímenes vivos de gran número de especies, y se prohíbe la exposición pública con fines comerciales de especímenes de las especies de su anexo A, salvo en caso de concreta excepción justificada por fines educativos, de investigación o cría.
La Directiva 79/409/CEE del Consejo, de 2 de abril de 1979, relativa a la conservación de las aves silvestres, y la Directiva 92/43/CEE del Consejo, de 21 de mayo de 1992, relativa a la conservación de los hábitats naturales y de la fauna y flora silvestres, prohíben la captura, mantenimiento y comercio de gran número de especies, pero permiten determinadas excepciones, precisamente, para la investigación, la educación y la cría, repoblación y reintroducción de especies.

#### España

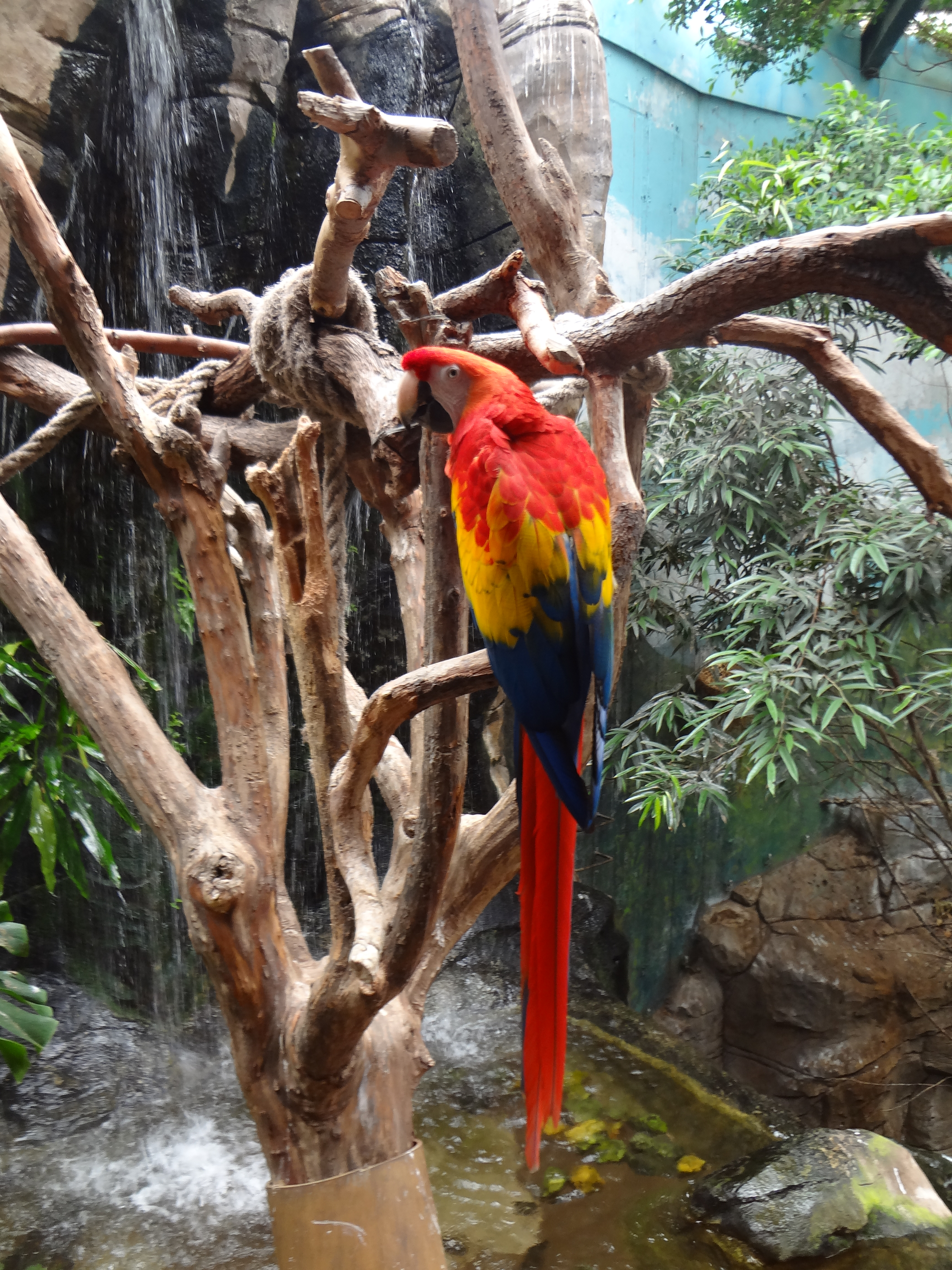
El guacamayo macao (Ara macao) Faunia en un jardín botánico y parque zoológico en Madrid.

La directiva europea se transcribió en la Ley 31/2003, de 27 de octubre, de conservación de la fauna silvestre en los parques zoológicos.
Esta ley establece que los parques zoológicos deben ser una fuente de conocimientos científicos a disposición de universidades, de instituciones dedicadas a la investigación, y de organizaciones comprometidas con la conservación de la naturaleza, a fin de que estas entidades puedan contribuir a la conservación ex situ de las especies silvestres, así como a su conservación in situ. Especifica también que los zoos deben tener como función el fomento de la educación y de la toma de conciencia por el público en lo que respecta a la conservación de la biodiversidad.
Las competencias sobre la gestión de los zoos están transferidas a las comunidades autónomas, que quedan obligadas a mantener un registro de los parques zoológicos autorizados en su territorio, con información actualizada sobre las colecciones de animales que mantengan en sus instalaciones. También deberán mantener informado al Ministerio de Medio Ambiente de los datos de sus registros.

## Zoológicos del mundo

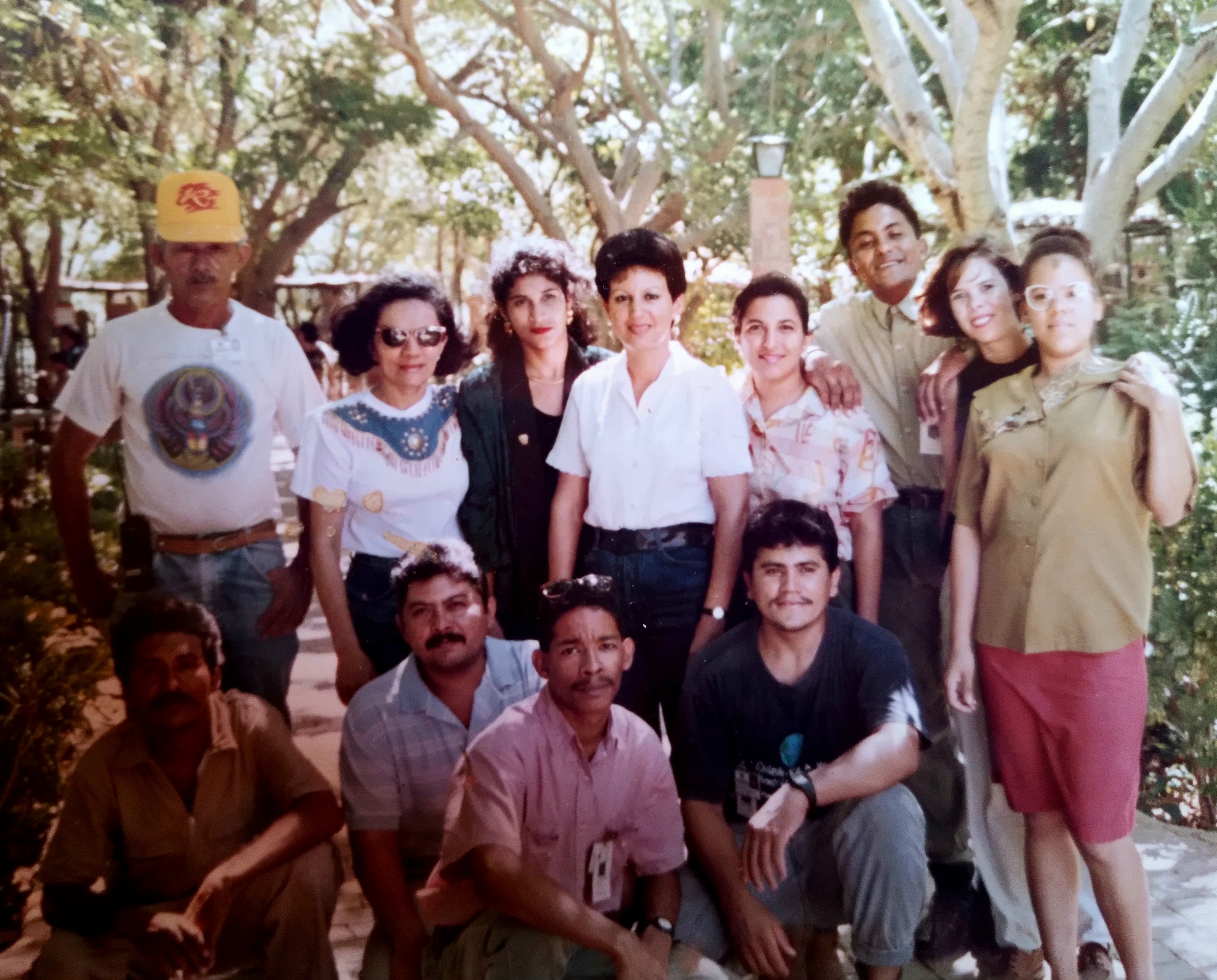
Zoológico de Paraguaná / Zoológico Gustavo Rivera en Venezuela.

Casi toda ciudad importante del mundo cuenta con un parque zoológico, a pesar de la variación en tamaño y calidad de cada uno. Los zoológicos mayores son importantes atracciones turísticas, de manera que muchos gobiernos deciden subsidiar los gastos operacionales del zoológico. La estatalización de zoológicos es también justificada por su valor educativo, ya que los zoológicos son a menudo visitados por escolares en salidas de estudio. Sin embargo, la mayor parte de la financiación de un zoológico proviene de donaciones y el coste de entrada a los visitantes.[cita requerida]

## Conservación de especies amenazadas

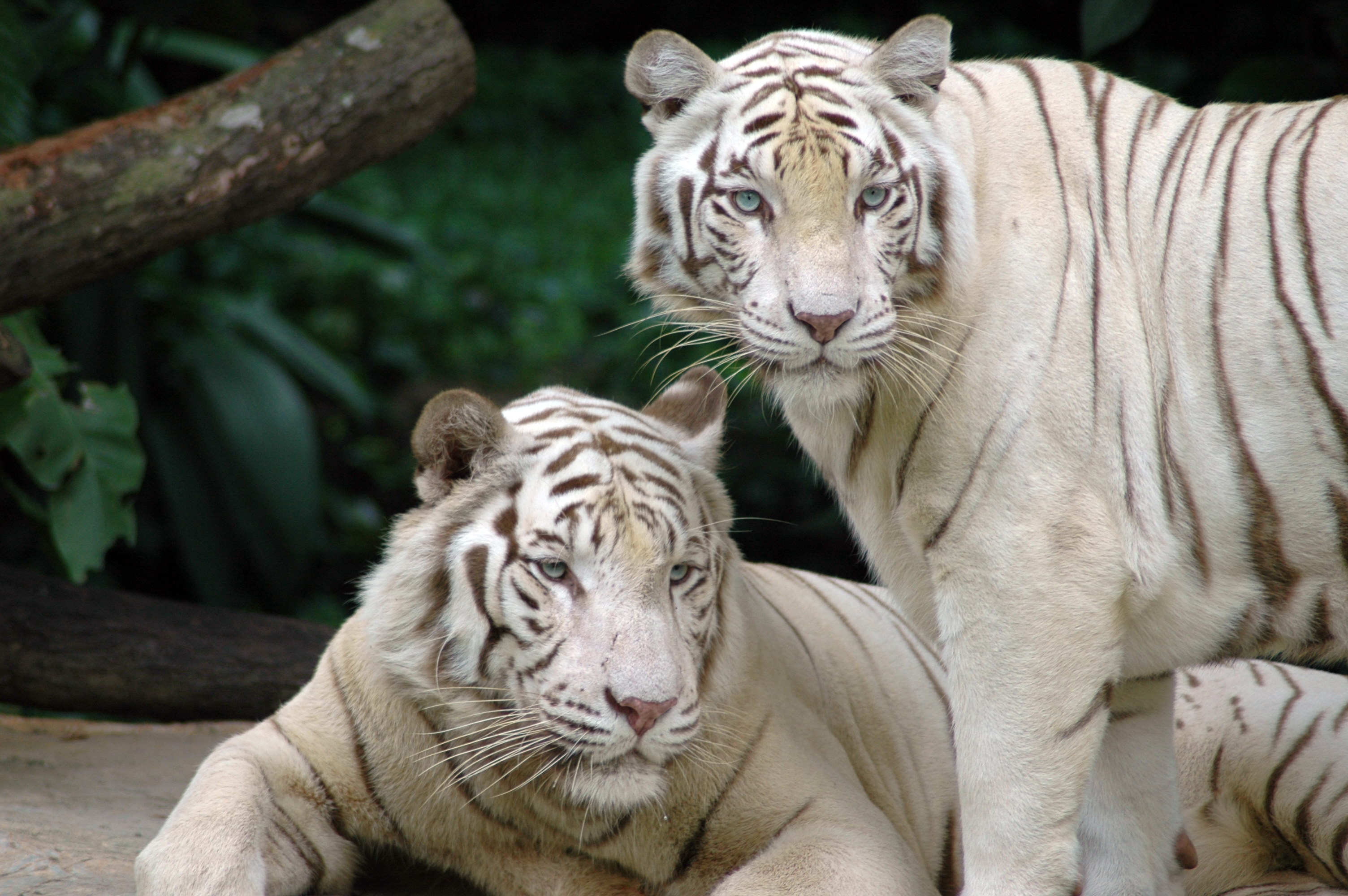
Tigres blancos en el zoológico de Singapur.

Las asociaciones de zoológicos y acuarios —WAZA (mundial), AAZA (América), EAZA (Europa), etc.— coordinan actuaciones para la conservación de especies amenazadas y llevan a cabo proyectos de reproducción ex-situ.
En Europa los dos principales programas de este tipo son el Programa Europeo de Especies en Peligro (EEP) y el European Stud-Book (ESB).
Hay especies o subespecies extintas en estado salvaje de las que solo quedan individuos en los zoos. Es el caso del ciervo del Padre David (Elaphurus davidianus) o el león del Atlas (Panthera leo leo).

## Controversia
Algunos colectivos se oponen a que los animales sean privados de libertad. Argumentan que no es ético utilizar seres con capacidad de sentir para el ocio de las personas y por ello piden el cierre de los zoológicos, oceanarios, y acuarios públicos. La mayoría de estas críticas no van para los zoológicos que contienen animales en alto riesgo de extinción, sino que van para los zoos que tienen animales que podrían estar en su hábitat natural. Algunos zoos liberan los animales a sus hábitat.
Los zoológicos deben cumplir con los objetivos de investigación, recreación, educación y conservación. Por lo tanto, un zoológico no debe adquirir sus animales sacándolos de sus respectivos hábitats o comprándolos a cazadores. Además de compras e intercambios con otros parques, algunos zoológicos adquieren legalmente animales por medio de instituciones que confiscan animales silvestres a traficantes de fauna, coleccionistas, cazadores, o gente que los tiene ilegalmente como mascotas. Los individuos de fauna silvestre que llegan al zoológico son acogidos porque es su última alternativa para una vida más o menos adecuada, con especialistas en su salud y hábitats específicos. Cuando un animal silvestre tiene contacto con humanos pierde posibilidades de reintegrarse a la naturaleza, por esa razón los traficantes y coleccionistas ya mencionados acaban completamente con las posibilidades de que el individuo silvestre pueda volver a integrarse a su medio natural. La dificultad de la reintegración radica en lo siguiente:
- Los instintos de supervivencia (alimentación, reproducción) se ven afectados.
- Maltrato físico.
- El animal silvestre, al tener contacto prolongado con los humanos, les pierde el miedo. Esto provoca que al ser liberados en la naturaleza se acerquen a asentamientos y ciudades por comida o refugio.